# Île Henderson (Barrière de Shackleton)
Pour les articles homonymes, voir Île Henderson.
L'île Henderson (en anglais : Henderson Island) est une île recouverte de glace de 14 km de long dont l'altitude maximale est 240 m.
L'île est située à 14 km au sud-est de  l'île Masson au sein de la barrière de Shackleton. Elle a été découverte en août 1912 par le « groupe de la base ouest » de l'expédition antarctique australasienne commandée par Douglas Mawson et elle a été nommée en l'honneur du professeur G. C. Henderson d'Adélaïde, l'un des membres de l'Australian Antarctic Expedition Advisory Committee.